# Chevalier Beloiseau
Chevalier Beloiseau est une série de bande dessinée humoristique, sur le thème du Moyen Âge, créée par Mike et Blareau, et publiée dans le Journal de Tintin de 1972 à 1975. Elle est ensuite éditée en quatre albums par les éditions du Taupinambour.

## Trame
Le chevalier Beloiseau, en compagnie de deux compères, vit des aventures loufoques, au Moyen Âge. Il doit régulièrement échapper à une admiratrice bien encombrante qui le poursuit de ses assiduités.

## Historique de la série
Mike et Blareau créent la série du Chevalier Beloiseau, qui paraît pour la première fois en 1972 dans le Journal de Tintin, éditions française et belge. La série comporte un peu plus de trente récits complets, jusqu'en 1975. Les premiers récits complets sont tous de sept planches, ensuite la longueur varie de cinq à huit planches. Les deux derniers épisodes sont publiés dans les Tintin Sélection numéros 28 et 29, sur douze pages.
La série est publiée en albums par les éditions du Taupinambour, en 2009, en quatre tomes.